# Cladiella kukenthali
Cladiella kukenthali is een zachte koraalsoort uit de familie Alcyoniidae. De koraalsoort komt uit het geslacht Cladiella. Cladiella kukenthali werd in 1942 voor het eerst wetenschappelijk beschreven door Tixier-Durivault. 